# KZ-Außenlager Bolkenhain
Das KZ-Außenlager Bolkenhain im Kreis Bolkenhain in der Provinz Niederschlesien (seit 1945 Bolków, Powiat Jaworski in Polen) war vom August 1944 bis Februar 1945 ein Außenlager des KZ Groß-Rosen. Im Lager waren mindestens 800 Gefangene inhaftiert. Vor der vorrückenden Roten Armee wurden die Gefangenen von der Lager-SS in einem sogenannten „Todesmarsch“ in das KZ Buchenwald deportiert.

## Geschichte des Lagers
Das Lager wurde im August 1944 eingerichtet und befand sich auf der Wilhelmshöhe (Wzgórze Ryszarda) an der Hauptstraße nach Wolmsdorf (Wolbromek). Es bestand aus 13 Baracken mit einer Kapazität von 1500 Häftlingen, hauptsächlich Juden aus Polen, Deutschland, dem Protektorat Böhmen und Mähren, Frankreich, Ungarn und Griechenland. Lagerführer war SS-Oberscharführer Fritz Wolf, der Leiter der Häftlinge war der Lagerälteste Hans Henschel. Während in der Anfangszeit des Lagers in unterirdischen Anlagen (U-Verlagerung) vor allem Zwangsarbeit für die Vereinigten Deutschen Metallwerke (VDM) und die deutsche Luftfahrtindustrie geleistet wurde, wurden die Inhaftierten Anfang 1945 wegen Rohstoffknappheit zum Fällen von Bäumen und zum Straßenbau eingesetzt. Es gab fünf Bracken im Lager: drei Wohnbaracken, ein Krankenhaus, ein Schuster, ein Schneider und eine Badebaracke. Die Lebensbedingungen im Lager waren hart. Es gab Läuse und die Essensrationen waren gering, Straftaten wurden mit Prügeln bestraft. Die Sterblichkeitsrate lag bei etwa 20–25 %. Manche Gefangenen versuchten zu fliehen, aber es ist nicht bekannt, ob sie damit Erfolg hatte. In einem bekannten Fall wurden drei Juden wegen Fluchtversuchen hingerichtet. Als die Rote Armee die Grenze nach Polen im Januar 1945 überschritten hatte, wurden dem Lager weitere 200 Häftlinge aus Auschwitz und Płaszów zugewiesen.
Das Lager wurde bis Mitte Februar 1945 genutzt. Zu diesem Zeitpunkt wurden etwa 500 gesunde Gefangene in das Lager Hirschberg (heute Jelenia Góra) evakuiert, die Kranken wurden mit einer Giftinjektion getötet. Nach einem zweiwöchigen Aufenthalt in Hirschberg wurden die Inhaftierten gezwungen, an einem Todesmarsch zum Bahnhof in Liberec (Tschechische Republik) teilzunehmen. Dort wurden sie zusammen mit Häftlingen des Arbeitslagers Reichenau (Rychnov) in Viehwaggons in das KZ Buchenwald deportiert.